# Ourocnemis boulleti
Ourocnemis boulleti is een vlindersoort uit de familie van de prachtvlinders (Riodinidae), onderfamilie Riodininae.
Ourocnemis boulleti werd in 1911 beschreven door Le Cerf.